# 2016年リオデジャネイロオリンピックのオーストリア選手団
2016年リオデジャネイロオリンピックのオーストリア選手団（2016ねんリオデジャネイロオリンピックのオーストリアせんしゅだん）は、2016年8月5日から8月21日にかけてブラジルのリオデジャネイロで開催された2016年リオデジャネイロオリンピックのオーストリア選手団、およびその競技結果。

## 概要
今大会は銅メダル1個を獲得した。
前回の2012年ロンドンオリンピックでオーストリア勢はメダルなしに終わったが、今大会はセーリング混合ナクラ17級でトーマス・ゼイジャック＆ターニャ・フランク組が銅メダルを獲得した。

## メダル
| メダル | 選手名                                    | 競技       | 種目           |
| ------ | ----------------------------------------- | ---------- | -------------- |
| 銅     | トーマス・ゼイジャック ターニャ・フランク | セーリング | 混合ナクラ17級 |